# Pinkerton
| 전문가 평가          | 전문가 평가 |
| 평가 점수            | 평가 점수   |
| 출처                 | 점수        |
| -------------------- | ----------- |
| Entertainment Weekly | B           |
| The Guardian         | [ 2 ]       |
| Los Angeles Times    | [ 3 ]       |
| NME                  | 7/10        |
| Pitchfork            | 7.5/10      |
| Q                    | [ 6 ]       |
| Rolling Stone        | [ 7 ]       |
| Spin                 | 7/10        |

《Pinkerton》은 1996년 9월 24일, DGC 레코드가 발매한 미국의 록 밴드 위저의 두 번째 스튜디오 음반이다. 《Songs from the Black Hole》라는 제목의 록 오페라의 계획을 포기한 후, 위저는 대부분의 곡을 썼던 하버드 대학교에서 작곡가 리버스 쿼모의 기간 동안 이 음반을 녹음했다.
그들의 라이브 사운드를 더 잘 포착하기 위해, 위저는 《Pinkerton》을 자체 제작하여 1994년 데뷔 음반보다 어둡고 더 거친 음반을 만들었다. 이 음반의 이름은 자코모 푸치니의 1904년 오페라 《나비 부인》의 등장인물 BF 핑커톤의 이름을 따서 지어졌으며, 쿼모는 "투어 록 스타와 비슷한 멍청한 미국 선원"이라고 묘사했다. 오페라처럼, 이 음반에는 일본 문화에 대한 언급이 포함되어 있다.
《Pinkerton》은 〈El Scorcho〉, 〈The Good Life〉, 〈Pink Triangle〉을 프로듀싱하여 미국 빌보드 200에서 19위로 데뷔했다. 《롤링 스톤》 독자들은 1996년 세 번째 최악의 음반으로 뽑았다. 《롤링 스톤》 독자들은 이 음반을 1996년 세 번째 최악의 음반으로 선정했다. 당황한 쿼모는 위저의 후속 음반에서 더 전통적인 팝송 작사와 덜 개인적인 가사로 돌아왔다. 발매 후 몇 년 동안 《Pinkerton》은 재평가되어 호평을 받았고, 여러 출판사에서 이 음반은 역대 최고의 음반 중 하나로 선정되었고 2016년에 플래티넘 인증을 받았다. 이 음반은 베이시스트 맷 샵이 참여한 마지막 위저 음반이었다.

## 배경
1994년, 위저의 셀프 타이틀 데뷔 음반의 멀티 플래티넘 성공 이후, 위저는 크리스마스를 위한 투어에서 휴식을 취했다. 그의 고향 코네티컷주에서, 작곡가 리버스 쿼모는 8트랙 녹음기를 사용하여 위저의 다음 음반을 위한 자료를 준비하기 시작했다. 그의 원래 컨셉은 성공에 대한 그의 복잡한 감정을 표현한 공상과학 록 오페라, 《Songs from the Black Hole》이었다. 위저는 1995년 내내 간헐적인 녹음 세션을 통해 《Songs from the Black Hole》을 개발했다.
1995년 3월, 한쪽 다리가 다른 쪽 다리보다 짧은 채로 태어난 쿼모는 오른쪽 다리를 늘리기 위해 광범위한 다리 수술을 받았고, 그 후 고통스러운 물리 치료를 받았다. 이것은 그의 작곡에 영향을 주었는데, 왜냐하면 그는 병원에 입원해서 지팡이를 사용하지 않고 걸을 수 없었고, 진통제의 영향을 받아 걸을 수 없었기 때문이다. 같은 시기에, 쿼모는 록 라이프스타일에 대한 환멸을 설명하는 지원서와 함께 하버드 대학교에서 고전 작곡을 공부하기 위해 지원했다. "당신은 매일 밤 200명의 사람들을 만날 것이지만, 각각의 대화는 보통 약 30초 동안 지속될 것입니다. 그러면 당신은 다시 모텔 방에서 혼자 있게 될 것입니다. 그렇지 않으면 여러분은 버스를 타고, 여러분의 작은 공간에서, 다음 도시, 어느 도시든, 다음 도시로 가는 데 걸리는 아홉 시간을 죽이려고 할 것입니다."
쿼모는 록 음악으로 인해 한계를 느꼈다. 매일 밤, 위저와 함께 공연한 후, 그는 자코모 푸치니의 1904년 오페라 《나비 부인》을 들었다. "감정, 슬픔, 비극의 깊이"는 그에게 그의 음악을 더 나아가도록 영감을 주었다. 1996년 5월, 쿼모의 작곡은 "더 어둡고, 더 직감적이고, 노출이 심하며, 덜 장난기 있게" 되었고, 《Songs from the Black Hole》 컨셉은 버려졌다. 위저의 두 번째 음반에는 대신 쿼모가 하버드에 있는 동안 작곡된 곡들이 수록되어 있는데, 쿼모의 외로움과 좌절, 또는 쿼모가 언급한 "어두운 면"을 기록했다.

## 곡 목록
모든 곡들은 리버스 쿼모에 의해 작사/작곡하였다.
| #   | 제목                | 재생 시간 |
| --- | ------------------- | --------- |
| 1.  | 〈Tired of Sex〉    | 3:01      |
| 2.  | 〈Getchoo〉         | 2:54      |
| 3.  | 〈No Other One〉    | 3:03      |
| 4.  | 〈Why Bother?〉     | 2:10      |
| 5.  | 〈Across the Sea〉  | 4:34      |
| 6.  | 〈The Good Life〉   | 4:15      |
| 7.  | 〈El Scorcho〉      | 4:06      |
| 8.  | 〈Pink Triangle〉   | 4:01      |
| 9.  | 〈Falling for You〉 | 3:47      |
| 10. | 〈Butterfly〉       | 2:54      |

## 인증
| 국가                                                            | 인증     | 판매량/출하량 |
| --------------------------------------------------------------- | -------- | ------------- |
| 캐나다 (뮤직 캐나다)                                            | 골드     | 50,000^       |
| 영국 (BPI)                                                      | 실버     | 60,000^       |
| 미국 (RIAA)                                                     | 플래티넘 | 1,000,000     |
| ^출하량을 기반으로 한 인증 · 판매량+스트리밍을 기반으로 한 인증 |          |               |